# Скит (Ленінградська область)
Скит (рос. Скит) — селище залізничної станції  у Волховському районі Ленінградської області Російської Федерації.
Населення становить 0 осіб. Належить до муніципального утворення Усадищенське сільське поселення.

## Історія
Згідно із законом № 56-оз від 6 вересня 2004 року належить до муніципального утворення Усадищенське сільське поселення.

## Населення
| 1997 | 2007 | 2010 | 2017 |
| ---- | ---- | ---- | ---- |
| 7    | ↘1   | →1   | ↘0   |